# Jean Baptiste de La Vérendrye

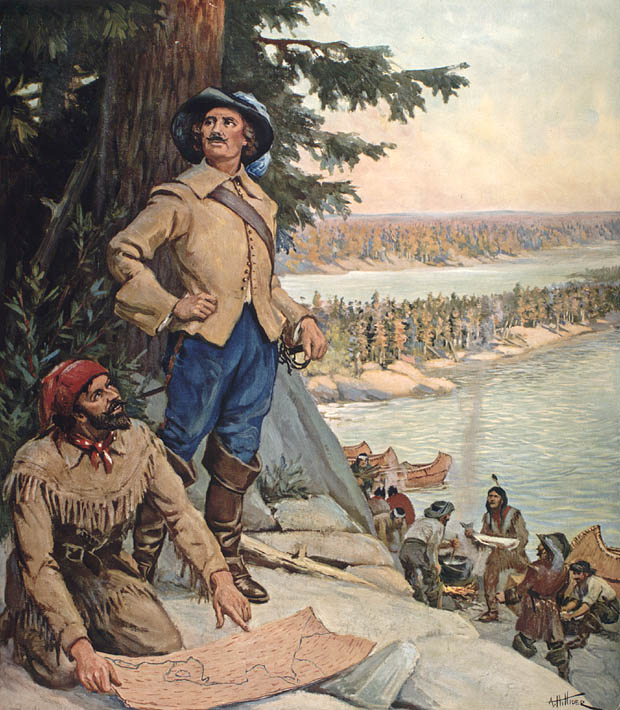
La Vérendrye at the Lake of the Woods (Jean-Baptiste de La Vérendrye e o seu primo, Christopher Dufrost de La Jemeraye)

Jean-Baptiste Gaultier de la Vérendrye (Sorel-Tracy, Nova França, 3 de setembro de 1713 – perto de Fort St. Charles, 6 de junho de 1736), foi um membro de uma importante família de comerciantes de peles e exploradores do Canadá, sendo recordado por ter descoberto o lago Winnipeg em 1734.

## Biografia
Jean-Baptiste Gaultier de la Vérendrye era o filho mais velho de Pierre Gaultier de Varennes et de La Vérendrye e Marie-Anne Dandonneau du Sablé. Nasceu na ilha Dupas perto de Sorel-Tracy, Nova França.
Jean Baptiste, com três irmãos, Pierre Gaultier de La Vérendrye, François de La Vérendrye e Louis-Joseph Gaultier de la Vérendrye, serviu na expedição que o seu pai levou para o oeste em 1731. Quando chegaram a Fort Kaministiquia alguns dos engagés (empregados contratados), exaustos pela longa viagem de canoa desde Montreal e desalentados pelas difíceis provações que enfrentaram, negaram-se a continuar. Segundo no comando liderado por seu pai, Christopher Dufrost de La Jemeraye e Jean Baptiste levaram para oeste um pequeno grupo até ao lago Rainy e estabeleceram um forte a que chamaram Fort St. Pierre (da igreja paroquial onde foi batizado Jean Baptiste).
No ano seguinte, Jean-Baptiste foi decisivo na fundação de Fort St. Charles no lago dos Bosques e em 1734 fundou Fort Maurepas no rio Red do Norte.
Em 6 de junho de 1736 um grupo de índios sioux emboscou um grupo dirigido por Jean Baptiste pouco depois de sair de Fort St. Charles, quando se dirigia a Fort Kaministiquia em busca de provisões. Jean Baptiste, o padre Jean-Pierre Aulneau e outros 19 homens foram assassinados. Os seus corpos foram trasladados mais tarde para Fort Saint-Charles e enterrados na capela.
A participação de Jean-Baptiste de La Vérendrye na construção de Fort Maurepas torna-o num dos fundadores da atual província de Manitoba.